# Cavarzere
Cavarzere es una localidad italiana de la provincia de Venecia, región de Véneto, con 12 378 habitantes.

## Evolución demográfica
| Gráfica de evolución demográfica de Cavarzere entre 1861 y 2001 |
|                                                                 |
| Fuente ISTAT - elaboración gráfica de Wikipedia                 |